# Ficarazzi
Ficarazzi (li Ficarazzi in siciliano) è un comune italiano di 12 794 abitanti della città metropolitana di Palermo in Sicilia.

## Geografia fisica

### Clima
- Classificazione climatica: zona B, 791 GG[5].

## Storia
Il nome deriva dal latino Ficaratium, denominazione di un casale posto presso la foce del fiume Eleuterio, a poca distanza dall'attuale centro abitato. Furono i Greci a dare il nome al vicino fiume Eleutheros, che significa «libero». Fakarazz è il nome arabo di Ficarazzi, dal significato di «eccellente». Il primo a credere nella zona fu il viceré Pietro Speciale, il quale impiantò le piantagioni di canna da zucchero e fece costruire la torre e il primo insediamento rurale. Nel corso dei secoli successivi la proprietà del feudo passò sotto varie mani, tra le quali la famiglia Chiaramonte che aveva un grosso feudo venduto nel XIV secolo.
Nel 1648 la zona passò sotto il controllo dei Padri Teatini, che lo mantennero in feudo per quasi un secolo. Nel 1733 il feudo venne acquistato dal principe Giardina, che si occupò della sistemazione dell'agglomerato urbano, e la zona venne bonificata e ripopolata. La famiglia Giardina mantenne il dominio sulla città fino all'unità d'Italia. Venne riconosciuto ufficialmente come Comune nel 1750. Negli anni si è andato sviluppando grazie alla vicinanza di Palermo.
Sulla nobiltà della famiglia Giardina (Baroni di Santa Ninfa, Marchesi di S. Caterina e Principi di Ficarazzi), Giardina Cannizzaro Giannone di Palagonia, Giardina Cannizzaro Platamone di Belmurgo, Giardina Cannizzaro di Larderia e Giardina Naselli di Gela, nel Mugnos e nel Villabianca troviamo ricordato come ceppo di questa nobile famiglia un Luigi Arias Giardina, primo acquistatore della baronia di S. Ninfa in val di Mazzara 1615. Fu egli poi primo marchese della suddetta terra nel 1621, governatore del monte di Pietà di Palermo 1627, e fu uno de' più generosi e ragguardevoli benefattori, dello spedale civico di detta città, perocché nel 1621 gli lasciò in assegno onze tremila annue pari a lire 38250. Gli succede nel 1630 la figlia Orsola, essendo stata per testamento preferita al primogenito Diego, poiché questi era stato preventivamente (1614) dotato dal padre coll'appannaggio del feudo e baronia di Gibellini. Sposò ella un Mario Bellacera alias Cangialosi; però Simone di lei figlio mutò il cognome e le armi in Giardina coll'investitura del 1627; fu governatore della compagnia della Carità di Palermo 1632.
Altro Simone figlio di Giuseppe fratello del precedente fu principe di Monteleone 1671, dopo essere stato governatore della compagnia della Pace 1667, e capitano giustiziere di Palermo 1670. Morta anch'egli senza figli gli succede il fratello Pietro Giardina Bellacera investito 1685; a cui il figlio Giuseppe che deluso di successori maschi lasciò erede la sorella Eleonora. Costei non potendo a causa di litizio sostenere tale successione ne fu invece investito 1703 Luigi Gerardo Giardina e Lucchese, barone delli Gibellini, che si fece riconoscere legittimo discendente ed erede del primo acquirente Luigi Arias Giardina suddetto, acquistò egli inoltre lo stato e terra delli Ficarazzi elevandolo a principato nel 1733, ed in detto anno fu governatore della compagnia della Pace di Palermo. Diego figlio del precedente investito 1739, fu capitano giustiziere 1748; e per la moglie Emilia Grimaldi e del Castrone, figlia di Giulio principe di S. Caterina erede delle cennate due ultime famiglie, aggiunse al suo casato il principato suddetto di S. Caterina, non che le baronie di Risicalla e Carranciara, i di cui titoli oggi per legittima successione sono pervenuti alla famiglia Grimaldi barone di Geracello.
Arma: d'argento, con l'albero sradicato di verde. Corona di principe. 
Sul ramo Cannizzaro e Giardina il Mugnos e il Villabianca diconci ch'essa è famiglia oriunda catalana trasferita in Sicilia da un cotal Tommaso Cannizzaro a' servigi di rè Pietro I, da cui ottenne la castellania di Terranova in feudo. I suoi discendenti furono gentiluomini del real palazzo di Pietro II. Un Bernardo ebbe da rè Martino alcune terre in perpetuo nel territorio di Calatabiano 1396; si casò in Catania, ove fondò la sua famiglia; ma in prosieguo essa per ragione di matrimonio passò in Noto, in Siragusa e in Palermo. In Catania e in Palermo fondarono gli stati e le terre dette di Ficarazzi, nell'agro di Palermo, col titolo di baroni di Palagonìa, Signori di Grasso e Siciliano e nell'agro di Acicastello ove nobilmente vissero col titolo di baroni di Ravagliuso, di Rigilosi e di Stafenda. Un Giovanni fu giurato di Noto 1542; un Mario occupò l'ufficio di Reggente presso il re; un Francesco fu giudice della R. G. Corte di Catania; e fra baroni del secolo XVII furonvi quelli di Castelluzzo e di Passaneto appartenenti ad un ramo abitante in Vizzini; un altro Francesco fu duca di Belmurgo 1689, essendo stato governatore della nobile compagnia de Bianchi di Palermo nel 1688, come attesta il Villabianca, che s'annesta al ramo Giardina di Ficarazzi per nozze maritali ad Anna Moncada Paternò e Cannizzaro; altro ramo prende da Elisabetta Cannizzaro, minore di Don Antonino Cannizzaro e La Piana, andata in isposa a Don Giovan Battista Guccia e Bonomolo.

In fine commendasi un Baldassare più volte giudice della R. G. Corte e del Concistoro; un Giuseppe, un Nicolo ed un Pietro valenti letterati encomiati dal Mongitore.
 Arma: diviso, nel 1° d'azzurro, con due stelle d'oro; nel 2° di rosso, con tre sbarre d'oro.
 Corona di barone.

### Simboli
Lo stemma e il gonfalone del comune di Ficarazzi sono stati concessi con DPR del 22 ottobre 1987.
Lo stemma è così descritto dallo statuto comunale:
Il gonfalone è un drappo di azzurro.

## Monumenti e luoghi d'interesse

### Architetture religiose
- Chiesa di Sant'Atanasio: venne edificata nel 1722 per volere dell'arcivescovo di Palermo e del marchese di Santa Ninfa. Risulta essere la più antica parrocchia edificata nel comune di Ficarazzi e attualmente funge da chiesa madre. La chiesa, di stile semplice e lineare, è composta da una sola navata abbastanza ampia, contornata da quattro cappelle per lato. Al suo interno sono presenti preziosi reperti, tra cui un crocifisso ligneo del XVI secolo attribuito a Fra' Umile da Petralia. Il prezioso simulacro del SS. Crocefisso, patrono del paese, è chiamato dai ficarazzesi Delle Grazie in segno di riconoscenza per le intercessioni e le guarigioni operate nel corso dei secoli. La navata è molto ampia ed è delineata ai lati da cappelle, quella a destra è dedicata alla Madonna del Carmelo, a Sant'Anastasio, il cui altare è stato privilegiato in perpetuo da Pio VI, a San Francesco d'Assisi e all'Addolorata. Altre cappelle si trovano a sinistra e sono dedicate a S. Giuseppe ed al Crocifisso delle Grazie. Sulla facciata il portale in pietra locale è sormontato da un rosone. In tempi recenti è stata arricchita da un orologio, da un campanile e da una guglia in rame e ottone[8].
- Chiesa di San Girolamo: menzionata nel Settecento da Mongitore come chiesa dei Padri Chierici Regolari. Venne ricostruita e ingrandita intorno al 1750, con navata unica, e donata da Diego Giardina e Massa, principe di Ficarazzi, alla Congregazione delle Anime Sante, che la resse sino al 1902. Cadde per alcuni anni in abbandono, per venire poi restaurata ed elevata a parrocchia indipendente nel 1932. Nel 1941 venne costruito l'attuale campanile[9]. L’altare maggiore reca un paliotto in legno dorato ad architetture del XVIII secolo, raffigurante un'Immacolata fra sante. Sull'altare, un tempo recante un quadro dell’Assunta, patrona del paese, si può oggi vedere una tela settecentesca raffigurante la Madonna del Rosario con S. Domenico ai piedi[10]. In tempi recenti, vi è stata installata una porta scolpita in bronzo di Vincenzo Gennaro.
- Chiesa Madonna della Sicilia: edificata intorno al 1980 sul lungomare ficarazzese per forte volere spirituale di Padre Giuseppe Passamonte (Parroco storico della comunità di Ficarazzi), con l'intento di raccogliere in preghiera tutti i villeggianti che stagionalmente popolavano la cittadina nelle zone balneari. La chiesa si compone di un'unica navata ed è arricchita nel suo perimetro da vetrate colorate raffiguranti i Santi, e frontalmente, sopra al tabernacolo è raffigurata la vetrata della Madonna che abbraccia la Sicilia come a custodirla da ogni male generato dall'uomo, e in particolare dalla mafia che ha percosso i cuori di tanti siciliani.

### Architetture civili
- Palazzo Giardina: detto comunemente Castello è il principale monumento di Ficarazzi. Si tratta di una torre altomedievale del V secolo attorno alla quale sorse il primo agglomerato del paese. Recintata e addossata ad esso è la Chiesa dell'Ascensione. La torre inizialmente fu pensata per la difesa contro gli attacchi pirateschi. Nel 1727 una ristrutturazione ne stravolse completamente la funzione trasformandola in dimora principesca: venne costruita una grande scalinata con scenografiche balaustre sopra le quali sono presenti acroteri collega il Castello alla sede stradale posta su un diverso livello. I lavori furono completati nel 1730. A partire dal 1812, quando la funzione difensiva era ormai inutile, i saloni della dimora furono allargati e decorati, vennero inoltre aperte nuove finestre e costruiti balconi. La costruzione è comunemente attribuita a Pietro Speciale, Pretore di Palermo, al quale si deve la costruzione dell'omonimo palazzo ora denominato Raffadali in Piazzetta Speciale. La trasformazione in residenza, quasi una villa, sul modello di quelle che sorgevano contemporaneamente a Bagheria, con la costruzione della scalinata e la eliminazione degli elementi militareschi, si deve a Luigi Giardina e Massa Grimaldi, Marchese di Santa Ninfa, figlio di Elisabetta del Castrone, insignito del titolo di Principe di Ficarazzi da Filippo V di Spagna. Estinto il ramo principale della famiglia Giardina, l'edificio passò ai discendenti Giardina Naselli e Giardina Cannizzaro e fu poi venduto al Commendatore Macchiarella che lo donò alle Suore Teatine.
- Acquedotti: due ponti ad archi che attraversavano i vari avvallamenti del terreno trasportando acqua da una fonte che dista circa 15 chilometri dai ponti stessi. Il primo fu costruito nel XV secolo e composto da nove archi, convogliava l'acqua fino alle coltivazioni di canna da zucchero situate a breve distanza, il secondo ponte invece fu fatto costruire dal principe Giardina nel XVII secolo per trasportare acqua nei propri poderi.
- Villa dei Caduti: nota anche come Parco della rimembranza venne costruito nel 1932 presso una piazza denominata Largo Torre. A fianco di un piccolo monumento una lapide riporta incisi i nomi dei caduti ficarazzesi.
- Villa Merlo
- Baglio Quattrociocchi: una costruzione di tipo agricolo in stile severo risalente al XVII secolo.
- Villa Grasso Cannizzaro Giardina: alla fine della Via Sammartino, sulla sinistra, in Fondo Grasso. È un edificio della fine del Seicento con scalone a doppia rampa costruito sul modello delle ville palermitane della Piana dei Colli e di Bagheria. Bene dotale di Maria Carolina Grasso Vernengo andata in sposa al Principe Giuseppe De Spuches di Galati, e da questi ceduta al cognato, il Barone Antonino Giardina Cannizzaro. Profondamente compromessa da insensati interventi edilizi nel secondo Novecento, ha subito la mortificazione della trasformazione del grande giardino di accesso in direzione del mare in zona residenziale estiva con la costruzione di edifici che opprimono la vista originale sul golfo di Palermo.
- Palazzo Giardina Cannizzaro Giannone: sul Corso Umberto I, all'inizio della frazione di Ficarazzelli, sorse nel Settecento come dimora della Famiglia Cannizzaro. Lo scalone sormontato dal blasone conduce al piano nobile con sale affrescate da Giuseppe Enea a fine Ottocento. Splendida la vista dalla terrazza sui retrostanti giardini che digradano al mare, oggi mortificati dall'avanzare dell'edilizia locale. Del complesso facevano parte le strutture oggi non più esistenti della fabbrica di citrati di ammonio voluta dal B.ne Antonino Cannizzaro a fine Ottocento.

### Architetture militari
- Torre Cordova: una torre di avviso che faceva parte del sistema delle 218 Torri costiere della Sicilia, quale baluardo difensivo contro le scorrerie dei corsari tunisini e turchi. Costruita nel XVI secolo a difesa della foce del fiume Eleuterio e delle coltivazioni di canna da zucchero, è oggi in stato d'abbandono.

## Società

### Evoluzione demografica
Abitanti censiti

### Religione
Il santo patrono del paese è il SS. Crocifisso festeggiato il 14 settembre, per l'occasione viene organizzata una processione ed al termine i fuochi d'artificio. Altre festività sentite e festeggiate sono la festa dell'Immacolata, festeggiata l'8 dicembre con una processione, fuochi d'artificio e luminarie lungo le vie de paese e la festa del S. Rosario festeggiata la prima domenica d'ottobre anch'essa con processione e fuochi d'artificio. Di particolare interesse è l'annuale rappresentazione sacra della passione e morte di Cristo che vede coinvolti residenti i quali rievocano gli ultimi giorni della vita terrena di Cristo recitando con abiti di scena sullo sfondo del Palazzo Giardina. Tale rappresentazione è comunemente nota nel paese come I Personaggi.

## Cultura
La principale manifestazione folcloristica di Ficarazzi è la Festa del pane e dello sfincione che si svolge la prima domenica di settembre, secondo tradizione i panificatori del paese sono soliti offrire prodotti tipici, la manifestazione è contornata da eventi musicali e sfilate di carri tipici siciliani.
Il 9 settembre, dopo tanti anni di assenza, la manifestazione folkroristica tipica di Ficarazzi è stata nuovamente ripresa.
Altra manifestazione è il Premio poesia G. Palumbo, piccolo concorso letterario dedicato ad un illustre cittadino.

### Media
Statale 113, la testata giornalistica presente sul territorio, si articola in un quotidiano online e una rivista mensile.

#### Televisione
L'emittente locale Canale 8-Tele Ficarazzi è operante dal 1993; attualmente trasmette in digitale terrestre dibattiti, notiziari locali, manifestazioni ed eventi.

## Geografia antropica

### Frazioni
Al 14º censimento generale della popolazione e delle abitazioni dell'ISTAT (2001), il territorio di Ficarazzi risulta così suddiviso:
- Contrada de Simone, centro abitato di 34 abitanti;
- Ficarazzi, capoluogo comunale di 9 251 abitanti;
- Case sparse, 133 abitanti.

## Infrastrutture e trasporti

### Strade
Il comune di Ficarazzi non è dotato di un proprio svincolo autostradale; quello più prossimo per chi proviene da Palermo è Villabate, mentre provenendo da Catania o da Messina è lo svincolo di Bagheria. Entrambi gli svincoli si trovano a pochi chilometri dal centro abitato.
Il comune è attraversato dalla Strada statale 113 Settentrionale Sicula, che ne diventa il corso principale.
Non disponendo di una vera e propria circonvallazione (le strade alternative non sono sempre percorribili dai mezzi pesanti), l'arteria è perennemente intasata (con gravi ripercussioni sulla salute dei cittadini) poiché interessata dal passaggio di numerosi tir, pullman e da tutto il traffico automobilistico che percorre la strada statale. A proposito di ciò nel Maggio 2014 una ordinanza comunale ha vietato il transito dei mezzi pesanti lungo il Corso Umberto I, con un notevole miglioramento delle condizioni del traffico.

### Ferrovie
Dal 13 dicembre del 2009 una nuova stazione nella tratta Palermo-Messina sostituisce la vecchia stazione di Ficarazzi dismessa nel 1966 e che era situata in via Roma.
In passato l'utenza ficarazzese ha anche usufruito della vicina stazione di Villabate-Ficarazzelli fino alla sua soppressione avvenuta nel dicembre 2005.
La nuova stazione ferroviaria di Ficarazzi si trova alle spalle del nuovo Municipio ed è dotata di un ampio parcheggio.

## Amministrazione
Di seguito è presentata una tabella relativa alle amministrazioni che si sono succedute in questo comune.
| Periodo           | Periodo           | Primo cittadino           | Partito            | Carica              | Note   |
| ----------------- | ----------------- | ------------------------- | ------------------ | ------------------- | ------ |
| 28 aprile 1989    | 13 novembre 1991  | Gesualdo Clemente         | lista civica       | Sindaco             | [ 13 ] |
| 29 dicembre 1991  | 10 ottobre 1992   | Pietro Rammacca           | -                  | Sindaco             | [ 13 ] |
| 7 giugno 1993     | 1º dicembre 1997  | Giuseppe Macchiarella     | la rete-mov.dem.   | Sindaco             | [ 13 ] |
| 1º dicembre 1997  | 20 aprile 1999    | Giuseppe Macchiarella     | L'Ulivo            | Sindaco             | [ 13 ] |
| 20 aprile 1999    | 19 giugno 2000    | Francesco Paolo Castaldo  |                    | Comm. straordinario | [ 13 ] |
| 20 aprile 1999    | 26 novembre 2001  | Rosa Maria Di Lisi        |                    | Comm. straordinario | [ 13 ] |
| 20 aprile 1999    | 29 settembre 2000 | Patrick Angelo Pirajno    |                    | Comm. straordinario | [ 13 ] |
| 19 giugno 2000    | 26 novembre 2001  | Antonino Oddo             |                    | Comm. straordinario | [ 13 ] |
| 29 settembre 2000 | 26 novembre 2001  | Antonio Farina            |                    | Comm. straordinario | [ 13 ] |
| 26 novembre 2001  | 15 maggio 2007    | Giuseppe Cannizzaro       | Casa delle Libertà | Sindaco             | [ 13 ] |
| 15 maggio 2007    | 8 maggio 2012     | Giuseppe Cannizzaro       | centro-destra      | Sindaco             | [ 13 ] |
| 8 maggio 2012     | 12 giugno 2022    | Paolo Francesco Martorana |                    | Sindaco             | [ 13 ] |
| 12 giugno 2022    | in carica         | Giovanni Giallombardo     |                    | Sindaco             | [ 13 ] |

### Altre informazioni amministrative
Il comune di Ficarazzi fa parte delle seguenti organizzazioni sovracomunali:
- regione agraria n.13 (Pianura Conca d'Oro)[14];
- unione di comuni "Corvo - Eleuterio".

## Sport
Nel 2020 l'attività è stata sospesa per l'emergenza sanitaria causata dalla pandemia "Covid 19 e per l'indisponibilità del Palasport "Don Nicasio Sampognaro" successivamente gestito dalla società locale di calcio a 5. Ceduto il titolo di serie C nazionalefemminile, il Volley Città di Ficarazzi ha iniziato da zero un nuovo percorso! Spicca il settore maschile, nella stagione 2023/24, coi campioni provinciali Under 17 e 19 in gemellaggio con SportIsola (Isola delle Femmnine). Nel settore femminile annovera una squadra di seconda divisione; Under 12,13,14, 16 e 18. Il titolo pù prestigioso conseguito è stata la Coppa Sicilia nella stagione 2018/19 a Nizza di Sicilia. Tale vittoria ha conferito alle ragazze ficarazzesi il titolo di "campionesse regionali di serie D". Il Volley Città di Ficarazzi ha inoltre conquistato in due occasioni il trofeo "Coppa Palermo", nella categoria di 1ª Divisione femminile. La città possiede anche una squadra di calcio, la Polisportiva Ficarazzi che nel 2023/2024 milita in seconda categoria.

## Galleria d'immagini

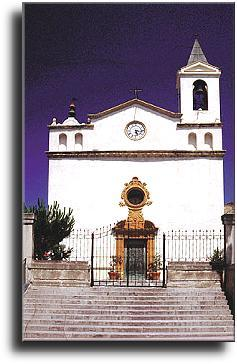
Chiesa di Sant'Atanasio
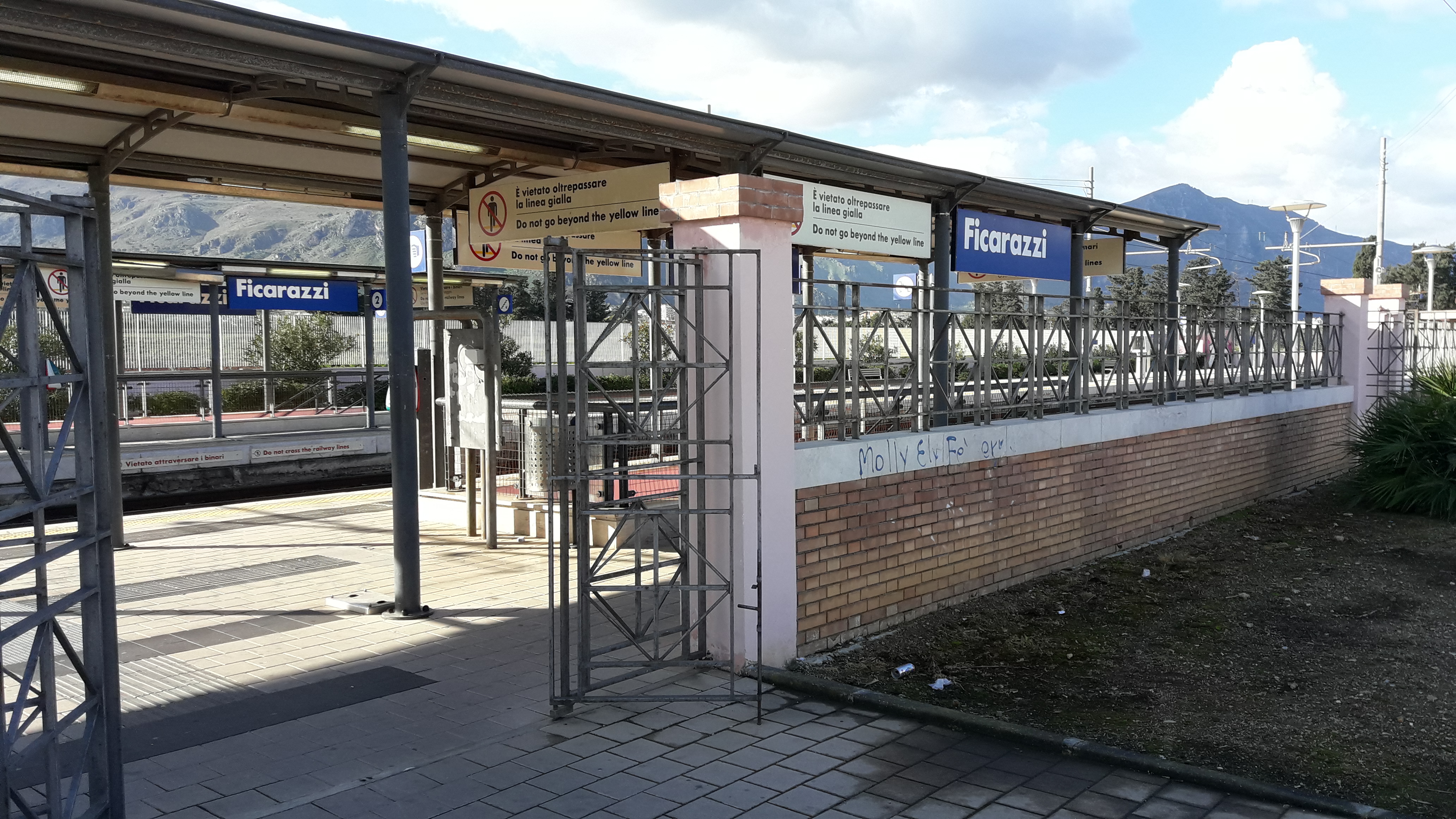
Stazione di Ficarazzi
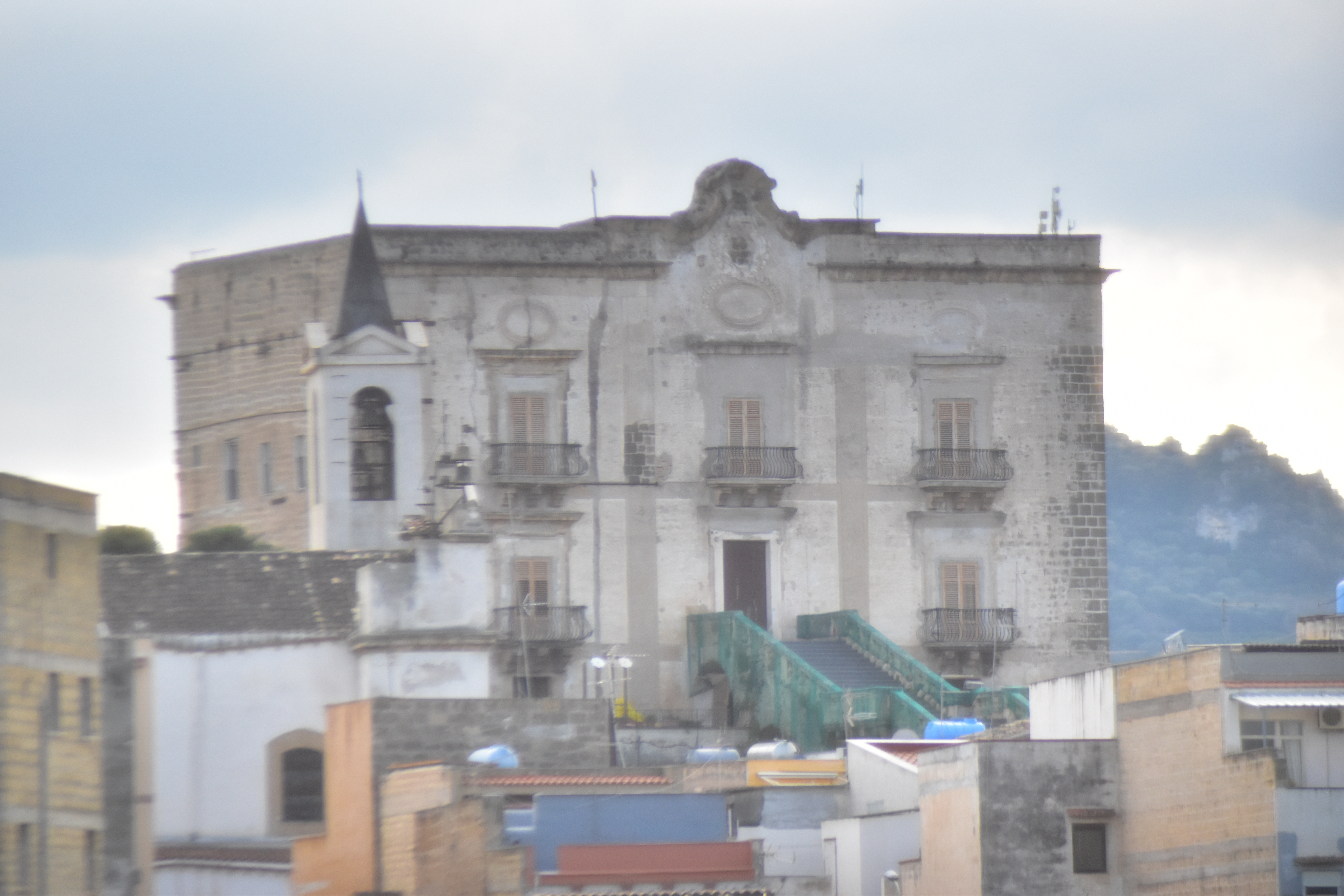
Castello di Ficarazzi